# Mlaka (Jasenovac)
Mlaka je naselje u Republici Hrvatskoj u Sisačko-moslavačkoj županiji, u sastavu općine Jasenovac.

## Zemljopis
Mlaka se nalazi istočno od Jasenovca, na lijevoj obali rijeke Save zapadno od Košutarice.

## Stanovništvo
Prema popisu stanovništva iz 2011. godine, u naselju živi 58 osoba.
Prema popisu stanovništva iz 2001. godine Mlaka je imala 30 stanovnika.
| broj stanovnika | 955   | 1046  | 1038  | 1178  | 1059  | 1176  | 943   | 1106  | 231   | 307   | 526   | 425   | 361   | 364   | 30    | 58    | 23    |
|                 | 1857. | 1869. | 1880. | 1890. | 1900. | 1910. | 1921. | 1931. | 1948. | 1953. | 1961. | 1971. | 1981. | 1991. | 2001. | 2011. | 2021. |

## Sport
U naselju je postojao nogometni klub Budućnost